# Lotto
 For alternative betydninger, se Lotto (flertydig). (Se også artikler, som begynder med Lotto)
Lotto er et tilfældighedsspil eller hasardspil, hvor spilleren mod en finansiel indsats tipper på, at bestemte tal vil blive udtrukket af en begrænset talmængde. Rammes de bestemte tal, udløses en stor pengepræmie, da de sandsynlighedsmatematiske forhold gør, at der kræves et ekstremt held for at vinde stort. Tabernes indsatser finansierer vindernes præmier samt et overskud til udbyderen af lottospillet.

## Oprindelse
Lotto har sin oprindelse i den italienske by Genova, hvor man tilbage i det 15. århundrede trak lod om 5 politiske poster blandt 90 navne. Væddemålene om udfaldet af de politiske lodtrækninger blev populære og førte til ideen om at udskifte de 90 navne med 90 tal. Lotto "5/90" var en realitet. Det blev en kærkommen og nem indtægtskilde for fyrster og konger, der typisk havde eneret på spillet.

## Lotto i Danmark
Spillet Lotto udbydes i Danmark af Danske Lotteri Spil A/S (tidligere Dansk Tipstjeneste A/S). Danske Lotteri Spil A/S har monopol på at udbyde lotteri i Danmark jf. spillelovens § 6, stk.1.  Dette gælder dog ikke klasselotteri og almennyttigt lotteri (foreningslotteri) jf. spillelovens §§ 8 og 10. Danske Lotteri Spil A/S er en del af Danske Spil A/S koncernen, som er ejet 80 % af den danske stat mens de to store idrætsorganisationer, Danmarks Idrætsforbund og Danske Gymnastik- og Idrætsforeninger hver ejer 10 %. I overensstemmelse med bekendtgørelse om tilbagebetalingsprocenter mv. anvendes mindst 45 % af den samlede indskudssum til gevinster. i Danmark fandt den første trækning i Lotto sted den 7. oktober 1989, og siden år 2000 har man kunne spille med Joker. Hen over årene er puljerne blevet højere og højere, og især indførelsen af det europæiske fælleslotteri Eurojackpot har medført rekordgevinster. Således vandt en 47-årig kvinde i 2015 en jackpot på 315 millioner kroner i Eurojackpot, hvilket til dato stadig er rekord i Danmark.. Dog er chancerne for at vinde nævneværdige gevinster i Lotto og andre tilsvarende spil minimale.